# Бабурам, Джон
Джон Бабурам (нидерл. John Baboeram), или Джон Кхемради Бабурам (нидерл. John Khemradi Baboeram ; 8 сентября 1946, Ньив-Никкери, Колония Суринам — 8 декабря 1982, Парамарибо, Суринам) — суринамский адвокат. Жертва Декабрьских убийств.

## Биография
Джон Кхемради Бабурам родился 8 сентября 1946 года в Парамарибо. Он был старшими из десяти детей в семье землемера и домохозяйки. По окончании средней школы, изучал право в Суринамской юридической школе в Парамарибо, которую окончил в 1972 году. Выехал в Нидерланды, куда ранее эмигрировала его семья. Служил клерком в суде Утрехта. В 1974 году возглавил Суринамский благотворительный фонд в Гааге. В 1977 году вернулся в Суринам и начал адвокатскую практику.
После сержантского переворота 25 февраля 1980 года, Бабурам стал защищать в судах граждан, ставших жертвами диктаторского режима. В частности, он был адвокатом Карамата Али, Бадриссейна Ситала, Стэнли Йомена и Хаса Мейналса, которых в том же 1980 году путчисты арестовали за попытку встречного переворота. В 1982 году, вместе с Хостом и Ридевальдом, Бабурам защищал Сурендре Рамбокуса, который с несколькими единомышленниками попытался поменять власть в стране 11 марта того же года. Во время защиты в суде им была поставлена под сомнение легитимность власти путчистов. Бабурам стал активным участником демократического движения в Суринаме и рассматривался диктатором Баутерсом в качестве одного из «противников военного режима». 8 декабря 1982 года он был арестован и, вместе с четырнадцатью другими гражданами, убит в тюрьме Форт-Зеландия в Парамарибо. Через день его тело военные доставили в госпиталь при университете в Парамарибо, где члены семьи смогли опознать убитого.
Перед смертью Бабурам был подвергнут жестоким пыткам. У него была сломана челюсть, выбиты все зубы, разбиты губы. На лбу был след от глубокой горизонтальной раны. Пулевое ранение в левую сторону носа позже кто-то перевязал повязкой. На лице у убитого имелись порезы и внутренние кровоподтёки. Тело Бабурама похоронили 13 декабря 1982 года на кладбище Сарва-Удай в Парамарибо. Он был женат. После него остались вдова Канта Адхин и сын.